# الصفحات الصفراء
الصفحات الصفراء (بالإنجليزية: Yellow pages)‏ يشير هذا المصطلح إلى دليل الهاتف الخاص بالأعمال التجارية، ومصنفة حسب الفئة بدلاً من الأبجدية حسب الاسم التجاري. ويطبع الدليل على الأوراق الصفراء، على عكس الصفحات البيضاء للقوائم غير التجارية. حالياً يطلق المصطلح التقليدي الصفحات الصفراء أيضاً على الدليل الإلكتروني على شبكة الإنترنت للشركات.